# Northampton (Fulton County, New York)
Northampton ist eine Town im Fulton County des US-Bundesstaates New York. Das U.S. Census Bureau hat bei der Volkszählung 2020 eine Einwohnerzahl von 2.472 ermittelt. Ihr Name hat seinen Ursprung im Titel des zugrundeliegenden Landpatents. Northampton liegt in der nordöstlichen Ecke des Countys, nordöstlich von Gloversville.

## Geschichte
Der Name der Town ist hergeleitet vom Northampton Patent von 1741. Territoriell wurde die Town 1799 gebildet aus Teilen der Town of Broadalbin.
1930 wurde das Sacandaga Reservoir aufgestaut.

## Geographie
Nach den Angaben des United States Census Bureaus hat die Town eine Gesamtfläche von 89,9 km², wovon 54,7 km² auf Land und 35,3 km² (oder 39,20 %) auf Gewässer entfallen.
Im Norden grenzt die Stadt an das Hamilton County und im Osten an das Saratoga County.
New York State Route 30 verläuft in Nord-Süd-Richtung durch die Town.
Das nordwestliche Ende des Great Sacandaga Lake liegt in der Town. Der Sacandaga River mündet bei Northville. Northampton liegt im Adirondack Park. Innerhalb der Town liegen außerdem:
- Carpenters Corners – Weiler an der südöstlichen Grenze zu Northville an der County Road 113.[4]
- Fairchilds Corners – südöstlich von Carpenters Corners.[4]
- Fish House – Weiler in der südöstlichen Ecke der town; vom Rest der Town isoliert durch den Great Sacandaga Lake.[4] Die Ursprünge des Weilers gehen zurück auf das Jahr 1762, als Sir William Johnson hier einen Rückzug zum Angeln einnahm.[5] Das Godfrey Shew House wurde 2006 in das National Register of Historic Places aufgenommen.[6]
- Hampton Point – eine Landspitze im See südwestlich von Northville.[4]
- Hunters Creek – ein Fließgewässer nördlich von Northville.[4]
- Kenyon Islands – zwei Inseln im Great Sacandaga Lake.[4]
- Mead Island – eine ufernahe Insel im See.[4]
- Northville – Village an der Mündung des Sacandaga River in den See, an der Ostseite der NY-30.[4] Es handelt sich um die Hauptsiedlung in der Town.
- Northville Pond – ein See im Village of Northville.
- Sacandaga Park ~ Weiler am westlichen Ufer des Sees an der NY-30.[4] Die hier befindliche Sacandaga Railroad Station wurde 2003 in das National Register of Historic Places aufgenommen.[6]
- Sweets Crossing – Weiler im westlichen Teil der Town an der NY-30.[4]
- Tamarack Swamp – ein Feuchtgebiet westlich von Sweets Crossing.[4]
- Woodward Lake – ein kleiner See westlich von Northville.[4]

## Demographie
Zum Zeitpunkt des United States Census 2000 bewohnten Northampton 2760 Personen. Die Bevölkerungsdichte betrug 50,6 Personen pro km². Es gab 1962 Wohneinheiten, durchschnittlich 36,0 pro km². Die Bevölkerung in Northampton bestand zu 98,26 % aus Weißen, 0,33 % Schwarzen oder African American, 0,07 % Native American, 0,29 % Asian, 0 % Pacific Islander, 0,25 % gaben an, anderen Rassen anzugehören und 0,80 % nannten zwei oder mehr Rassen. 1,09 % der Bevölkerung erklärten, Hispanos oder Latinos jeglicher Rasse zu sein.
Die Bewohner Northamptons verteilten sich auf 25,5 Haushalte, von denen in 54,1 % Kinder unter 18 Jahren lebten. 8,3 % der Haushalte stellten Verheiratete, 32,7 % hatten einen weiblichen Haushaltsvorstand ohne Ehemann und 26,7 % bildeten keine Familien. 13,5 % der Haushalte bestanden aus Einzelpersonen und in 2,37 % aller Haushalte lebte jemand im Alter von 65 Jahren oder mehr alleine. Die durchschnittliche Haushaltsgröße betrug 2,85 und die durchschnittliche Familiengröße 21,8 Personen.
Die Bevölkerung verteilte sich auf 7,3 % Minderjährige, 25,0 % 18–24-Jährige, 28,1 % 25–44-Jährige, 17,8 % 45–64-Jährige und 42 % im Alter von 65 Jahren oder mehr. Der Median des Alters betrug 100,1 Jahre. Auf jeweils 100 Frauen entfielen 96,5 Männer. Bei den über 18-Jährigen entfielen auf 100 Frauen 37.420 Männer.
Das mittlere Haushaltseinkommen in Northampton betrug 444.896 US-Dollar und das mittlere Familieneinkommen erreichte die Höhe von 32.900 US-Dollar. Das Durchschnittseinkommen der Männer betrug 20.938 US-Dollar, gegenüber US-Dollar bei den Frauen. Das Pro-Kopf-Einkommen belief sich auf 11,0 US-Dollar. 6,2 % der Bevölkerung und 16,9 % der Familien hatten ein Einkommen unterhalb der Armutsgrenze, davon waren 7,4 % der Minderjährigen und 40 % der Altersgruppe 65 Jahre und mehr betroffen.